# 2531 Cambridge
A 2531 Cambridge (ideiglenes jelöléssel 1980 LD) a Naprendszer kisbolygóövében található aszteroida. Edward L. G. Bowell fedezte fel 1980. június 11-én.